# Danilo Carando
Danilo Ezequiel Carando (* 5. August 1988 in Córdoba) ist ein argentinischer Fußballspieler.

## Karriere
Carando begann seine Karriere beim CA Talleres. Im Juli 2009 wechselte er nach Chile zu Deportivo Ñublense. Für Ñublense kam er bis zum Ende der Saison 2009 zu drei Einsätzen in der Primera División. Im Januar 2010 wechselte er nach Rumänien zu Astra Ploiești. In der Liga 1 kam er bis zum Ende der Spielzeit 2009/10 sechsmal zum Einsatz und erzielte dabei ein Tor. Nach Saisonende verließ er die Rumänen wieder. Nach einem halben Jahr ohne Verein kehrte er nach Argentinien zurück und schloss sich dem unterklassigen Gimnasia y Esgrima de Mendoza an. Im Juli 2011 wechselte er zu Sportivo Patria.
Zur Saison 2012 wechselte der Stürmer nach Paraguay zu Sportivo Carapeguá, für den Verein spielte er sieben Mal in der Primera División. Nach einem halben Jahr in Paraguay wechselte er im Sommer 2012 weiter nach Bolivien zu Oriente Petrolero. In der Saison 2012/13 kam Carando 39 Mal in der Liga de Fútbol Profesional Boliviano zum Einsatz und erzielte dabei 15 Tore. Zur Saison 2013/14 verließ er Südamerika ein zweites Mal und wechselte nach Mexiko zum Zweitligisten Tecos FC. Für Tecos spielte er sechsmal in der Ascenso MX. Im Januar 2014 wechselte er wieder zurück nach Südamerika, diesmal nach Ecuador zu LDU Loja. In der Spielzeit 2014 kam er zu 37 Einsätzen in der Serie A und traf dabei neunmal.
Zur Saison 2015 wechselte Carando nach Peru zu Real Garcilaso. In jener Spielzeit kam er zu 32 Einsätzen in der peruanischen Primera División und machte dabei zehn Tore. Im Januar 2016 wechselte der Stürmer auf einen vierten Kontinent, diesmal nach Asien nach Katar zum Al-Ahli SC. Nach einem Einsatz für Al-Ahli wurde er noch im selben Monat an den Ligakonkurrenten Qatar SC verliehen. Für Qatar kam er bis zum Ende der Leihe achtmal in der Qatar Stars League zum Einsatz. Nach dem Ende der Leihe kehrte er nicht mehr zu Al-Ahli zurück, sondern wechselte im Juli 2016 zurück nach Argentinien und schloss sich dem Erstligisten Unión de Santa Fe an. Für Sante Fe spielte er aber nur zwei Mal in der argentinischen Primera División. Zur Saison 2017 kehrte er zu Real Garcilaso zurück. Für Garcilaso kam er zu 39 weiteren Einsätzen, in denen er diesmal 19 Tore erzielte.
Im Januar 2018 wechselte Carando ein zweites Mal nach Asien, diesmal in die Vereinigten Arabischen Emirate zum al-Fujairah SC. Dort kam er jedoch nie zum Einsatz, woraufhin er den Verein nach der Saison 2017/18 wieder verließ. Im August 2018 wechselte er zum zweiten Mal nach Ecuador, diesmal schloss er sich Universidad Católica del Ecuador an. Für die Universidad Católica kam er zehnmal zum Einsatz. Zur Saison 2019 wechselte er ein drittes Mal zu Real Garcilaso, das sich inzwischen in Cusco FC umbenannt hatte. In zwei Spielzeiten in Peru kam er zu 60 Einsätzen, in denen er 24 Tore erzielte.
Im Januar 2021 wechselte er nach Österreich zum SCR Altach. Für die Vorarlberger kam er bis zum Ende der Saison 2020/21 zu drei Einsätzen in der Bundesliga, in denen er zwei Tore machte. Nach der Saison 2020/21 verließ er den Verein wieder und kehrte nach Peru zurück, wo er sich dem Club Sportivo Cienciano anschloss.